# Grimpa-soques de Stresemann
El  grimpa-soques de Stresemann (Hylexetastes stresemanni) és una espècie d'ocell de la família dels furnàrids (Furnariidae) que habita els boscos de les terres baixes, de l'est del Perú, nord de Bolívia i oest amazònic del Brasil.